# Friderik VIII. Danski
Friderik VIII. (polno ime Kristjan Friderik Viljem Karl), kralj Danske, * 3. junij 1843, København, Danska, † 14. maj 1912, Hamburg, Nemčija.
Friderik VIII. je bil kralj Danske med letoma 1906 in 1912. V času nasledstva na prestol je bila star 62 in je bil prestolonaslednik Danske že 42 let. Med dolgo vladavino svojega očeta, kralja Kristjana IX., Friderik v veliki meri ni imel vpliva in politične moči.

## Zgodnje življenje
Friderik se je rodil 3. junija 1843 v Rumeni palači v Københavnu kot član rodbine Schleswig-Holstein-Sonderburg-Glücksburg, mlajše moške veje rodbine Oldenburg, ki je izvirala iz Kristjana III. Danskega in katerih člani so osem generacij vladali vojvodini Schleswig-Holstein, med njimi tudi Friderikov dedek. Friderikova starša sta bila princ Kristjan Schleswiško-Holsteinsko-Sonderburško-Glücksburški in Ludovika Hessensko-Kasselska.
Leta 1853 je bil njegov oče izbran za možnega prestolonaslednika na danski prestol, ker je bila Friderikova mati Ludovika bližnja sorodnica zadnjemu danskemu kralju iz glavne veje rodbine Oldenburg (ostali dediči iz rodbine Hesse so se odpovedali svojim pravicam na danski prestol v korist Ludoviki in njenemu možu). V skladu s tem je Friderik leta 1853 postal danski princ.
Po svoji birmi leta 1860 je odšel na vojaško izobraževanje. Leta 1863 je bil poslan na študij na univerzo v Oxfordu, vendar pa je Friderik, ko je njegov oče nasledil prestol novembra istega leta, postal prestolonaslednik in se je vrnil na Dansko. Kot prestolonaslednik Danske je dobil sedež v državnem svetu in je posledično pomagal očetu pri vladnih nalogah.
Leta 1864 je sodeloval v drugi vojni za Schleswig proti Prusiji.

## Poroka
Ludovika Hessenska je želela, da bi se njen sin poročil tako dobro kot sta se njeni hčeri Aleksandra in Dagmar. Kraljica Viktorija Britanska je imela dve še neporočeni hčeri, princeso Heleno in princeso Luizo, in Ludovika je poskušala Friderika poročiti z eno izmed njiju. Vendar pa britanska kraljica svojih hčera ni želela poročiti z dediči tujih prestolov, saj bi s tem morali živeti v tujini. Raje je imela nemške prince, ki bi si lahko ustvarili dom v Združenem kraljestvu. Poleg tega je bila Viktorija pronemška in še eno dansko zavezništvo (Friderikova sestra Aleksandra je bila poročena z Viktorijinim najstarejšim sinom Edvardom) ne bi bilo v soglasju z njenimi nemškimi interesi.
Julija 1868 se je Friderik zaročil s princeso Loviso Švedsko, 17-letno edino hčerko kralja Karla XV. Švedskega in IV. Norveškega. Njena družina je bila v sorodstvu z Napoleonom Bonapartejem po strani njene babice Jožefine. Pripadala je dinastiji Bernadotte, ki je vladala Švedski od leta 1818 dalje, ko je bil njen ustanovitelj Jean-Baptiste Bernadotte, eden od Napoleonovih generalov, leta 1810 izvoljen za prestolonaslednika Švedske in je kasneje nasledil prestol kot Karel XVI. Švedski. Poročil se je z Désirée Clary, ki je bila nekoč zaročena s francoskim cesarjem. Sin Karla XIV., Oskar I. Švedski, se je poročil z Jožefino Leuchtenberško, vnukinjo Napoleonove prve žene cesarice Jožefine. Kralj Oskar I. in kraljica Jožefina sta bila stara starša princese Lovise.
Poroka je bil kot predlog, da bi se ustvarilo prijateljstvo med Dansko in Švedsko. Ti dve državi sta bili v napeti situaciji potem, ko Švedska leta 1864 ni pomagala Danski med njeno vojno s Prusijo. Friderik in Ludovika sta se prvič srečala leta 1862, vendar je bil štiri leta kasneje Friderik povabljen na Švedsko, da bi jo spoznal. Ob srečanju sta bila oba očitno zadovoljna drug z drugim in še istega leta sta se zaročila. Ludovika je bila od srednjega veka prva švedska princesa poročena v dansko kraljevsko hišo in njun zakon je bil dobrodošel v vseh treh državah kot simbol novega skandinavizma.
Prestolonaslednik Friderik in princesa Ludovika sta se poročila 28. julija 1879 v Kraljevi palači v Stockholmu. Par je prebival v palači Amalienborg in med poletjem v palači Charlottenlund. Njun zakon ni bil srečen in tudi ni imel vpliva na odnose med njunima državama. Skupaj sta imela štiri sinove in štiri hčere:
- Kristjan Karl Friderik Albert Aleksander Viljem (1870–1947) ∞ mecklenburško-schwerinska princesa Aleksandrina
- Kristjan Friderik Karl Jurij Valdemar Aksel, kasneje prevzel ime Haakon (1872-1957) ∞ britanska princesa Matilda
- Ludovika Karolina Jožefina Zofija Tira Olga (1875–1906) ∞ schaumburško-lippski princ Friderik
- Harald Kristjan Friderik (1876-1949) ∞ glücksburška princesa Helena
- Ingeborg Šarlota Karolina Friderika (1878–1958) ∞ švedski princ Karl
- Tyra Ludovika Karolina Amelija Avgusta Elizabeta (1880–1945)
- Kristjan Friderik Viljem Valdemar Gustav (1887–1944)
- Dagmar Ludovika Elizabeta (1890–1961) ∞ Jørgen Castenskiold

## Vladavina
Friderik je postal kralj Danske 29. januarja 1906 po smrti Kristjana IX. kot Friderik VIII. V tistem času je imel 62 let in je bil prestolonaslednik 42 let.
V mnogih pogledih je bil Friderik VIII. bolj liberalni vladar, saj je bil veliko bolj naklonjen novemu parlamentarnemu sistemu kot je bil njegov oče. Zaradi svoje pozne zasedbe prestola in slabega zdravja je imel le nekaj let, da je pokazal svoje sposobnosti.

## Smrt
Ko se je vrnil iz potovanja iz Nice, je kralj Friderik naredil kratek postanek v Hamburgu in prespal v hotelu Hamburger Hof. Na večer svojega prihoda se je 14. maja 1912 (inkognito) sprehodil po Jungfernstiegu. Med hojo mu je postalo slabo in zgrudil se je na klopi na parku. Odkril ga je policist, ki ga je odpeljal v bolnišnico Hafen, kjer so ga razglasili za mrtvega. Bil je pokopan skupaj z drugimi člani danske kraljevske družine v katedrali Roskilde blizu Københavna.

## Nazivi
- 3. junij 1843 – 31 July 1853: Njegova presvetla visokost princ Friderik Schleswiško-Holsteinsko-Sonderburško-Glücksburški
- 31. julij 1853 – 21. december 1858: Njegova visokost princ Friderik Danski
- 21. december 1858 – 15. november 1863: Njegova kraljeva visokost princ Friderik Danski
- 15. november 1863 – 29. januar 1906: Njegova kraljeva visokost prestolonaslednik Danske
- 29. januar 1906 – 14. maj 1912: Njegovo visočanstvo kralj Danske